# Mikroregion Podkrušnohor
Mikroregion Podkrušnohor je sdružení právnických osob v okresu Chomutov, jeho sídlem jsou Droužkovice a jeho cílem je podpora regionálního rozvoje. Sdružuje celkem 6 obcí a byl založen v roce 2001.

## Obce sdružené v mikroregionu
- Droužkovice
- Černovice
- Málkov
- Místo
- Spořice
- Screening – společnost